# Цутігумо
Цутігумо (яп. 土蜘蛛) — персонажі японських легенд та переказів, гігантські павуки.
У реальності, імовірно, були одним з аборигенних племен, що населяли Японські острови (можливо — малайцями) і винищеним після контакту з власно пращурами сучасних японців. Питання про існування в минулому, часу існування та ідентичності племен цутігумо органічно пов'язані з загальним питанням про привнесення визначеності в початковий період історії освоєння Японії, особливо хронології подій. Однак, давні письмові японські джерела («Кодзікі» та «Ніхон Сьокі») одноголосно стверджують, що цутігумо існували й контактували з їх пращурами.
| Прапор Японії | Це незавершена стаття про Японію. Ви можете допомогти проєкту, виправивши або дописавши її. |